# Jean-Joseph Benjamin-Constant
Jean-Joseph Constant, detto Benjamin-Constant (Parigi, 10 giugno 1845 – Parigi, 26 maggio 1902), è stato un pittore e incisore francese.
Fu uno dei ritrattisti favoriti dell'aristocrazia britannica alla fine del 1800.

## Biografia
Era il figlio di Joseph Jean-Baptiste Constant, geografo delle poste, e Catherine Pichot-Duclos.
Rimasto orfano all'età di due anni, Jean-Joseph Benjamin-Constant fu allevato da due zie di Tolosa.
Venne quindi iscritto alla Scuola di belle arti della città e fu allievo di Jules Garipuy. Nel 1866 si trasferì a Parigi per seguire i corsi della Scuola di Belle arti parigina dove ebbe come maestro Alexandre Cabanel al quale in seguito succedette come docente nella stessa scuola.
La sua prima maniera fu influenzata da Eugène Delacroix e dall'esperienza fatta durante i viaggi in Spagna nel 1870 e in Marocco nel 1872 in compagnia del pittore Georges Clairin.
Di questo periodo è infatti tutta la sua produzione di opere orientaliste.
Si dedicò poi al ritratto e alla decorazione, e in quest'ultimo campo realizzò opere importanti, come i soffitti dell'Hôtel de Ville di Parigi e del Théâtre national de l'Opéra-Comique, nonché diverse opere murali per la Sorbona.
Nel 1888 prese il posto di Gustave Boulanger come insegnante dell'Académie Julian, ove ebbe fra gli allievi Louis Abel-Truchet, Louise De Hem, Joseph Paul Alizard, lo statunitense Frederick Carl Frieseke e lo spagnolo Walker Henry John Lewis d'Acosta; nel 1893 fu eletto membro dell'Accademia di Belle arti di Parigi e fu decorato con la Legion d'Onore. Nel 1896, inoltre, ricevette la Medaglia d'oro del Salon per il ritratto Mon fils André.

A lui si debbono anche dei saggi sugli artisti francesi a lui contemporanei. 
Si recò numerose volte negli Stati Uniti, essendo anche lì un apprezzato ritrattista, e lasciò un suo affresco, intitolato Giustiniano al Concilio, nel Metropolitan Museum of Art di New York.
Nella sua produzione di ritratti compaiono personaggi come Papa Leone XII, la Regina Alessandra d'Inghilterra, Lord John Lumley-Savile e Henry Blowitz.
A parte il periodo orientalista, Benjamin-Constant fu un pittore romantico cui i fermenti estetici della Belle Époque conferirono una particolare leggerezza di tocco e una composizione spesso assai spigliata.
Benjamin-Constant morì a Parigi nel pieno della sua fama, diffusa sia in Francia che in Inghilterra. Aveva 57 anni.

## Opere
(parziale)
- Hamlet et le roi, 1869, Musée d’Orsay, Parigi
- Le soir sur les terrasses, 1879, Montreal Museum of Fine Arts, Montréal
- Le harem marocain, 1882, Musée des Beaux-Arts, Carcassonne
- Entée de Mahomet II à Constantinople, le 29 mai 1453, Musée des Augustins, Tolosa

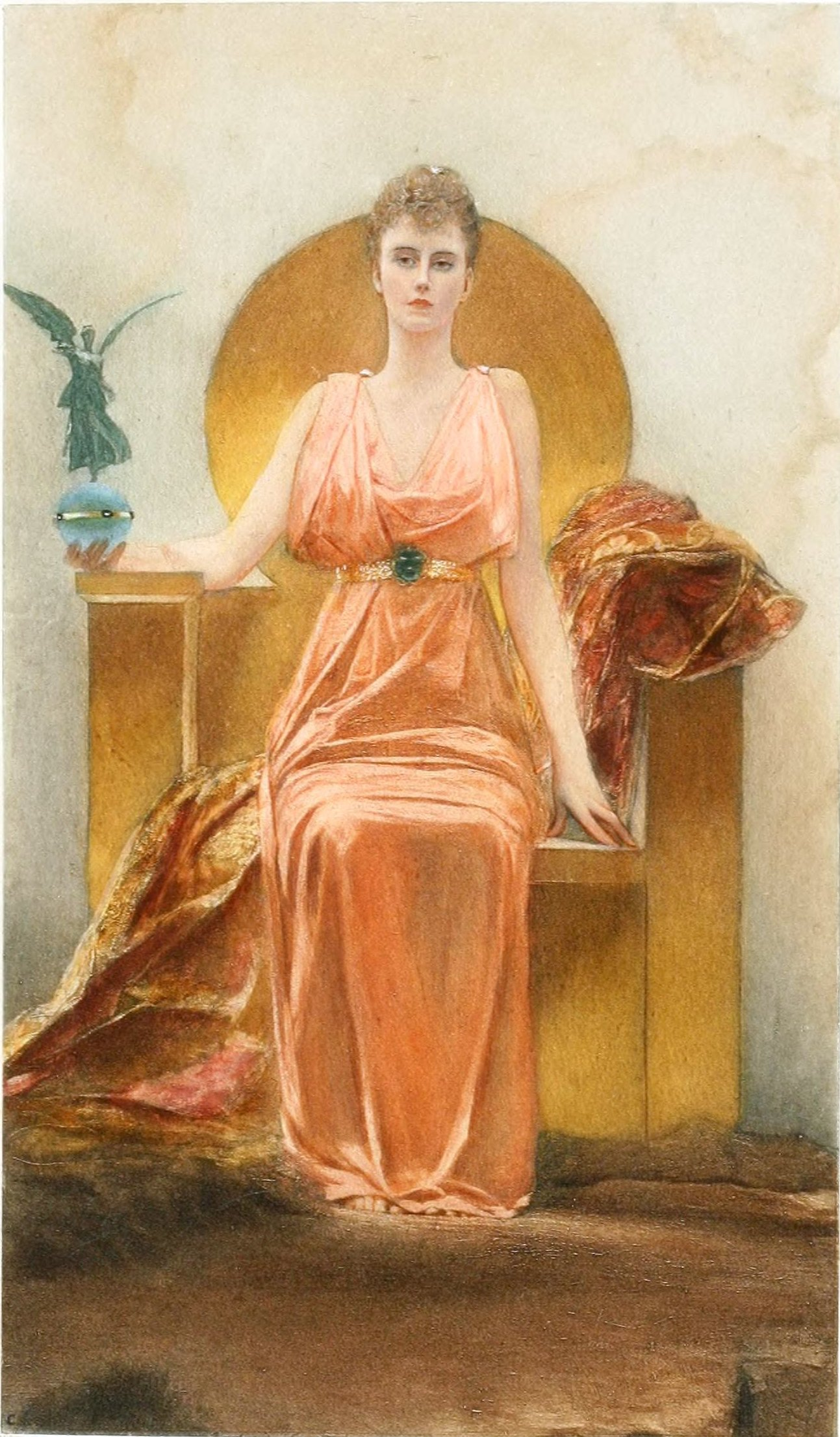
Helène Vincent
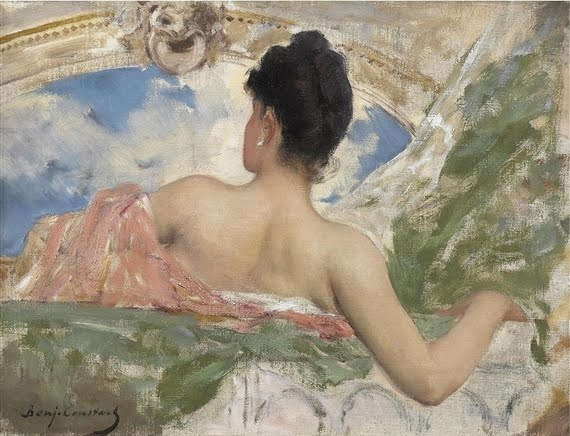
Figura per il soffitto dell'Opera
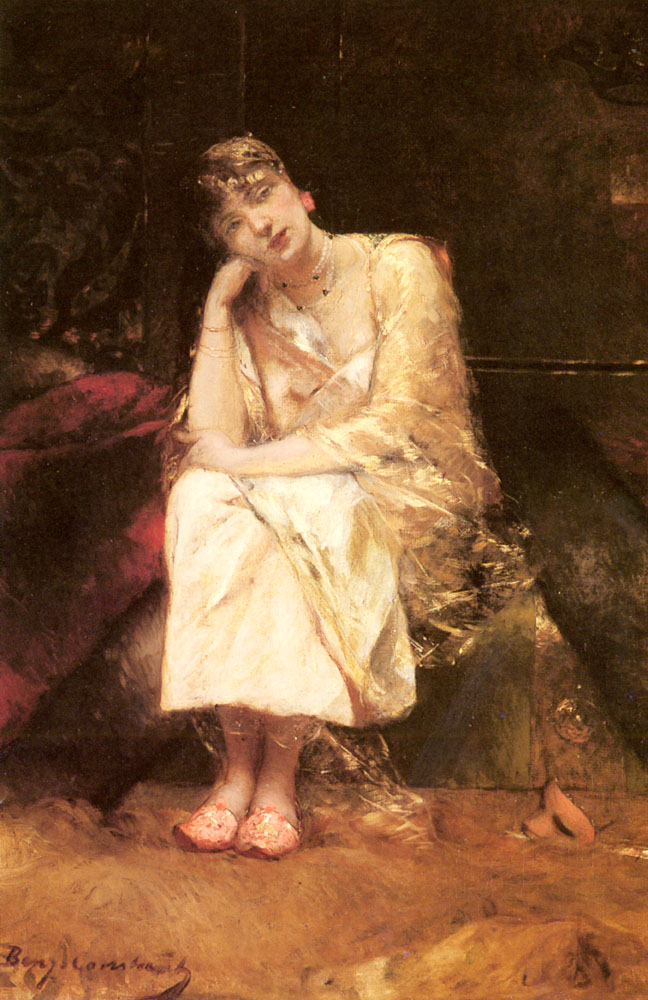
Contemplazione
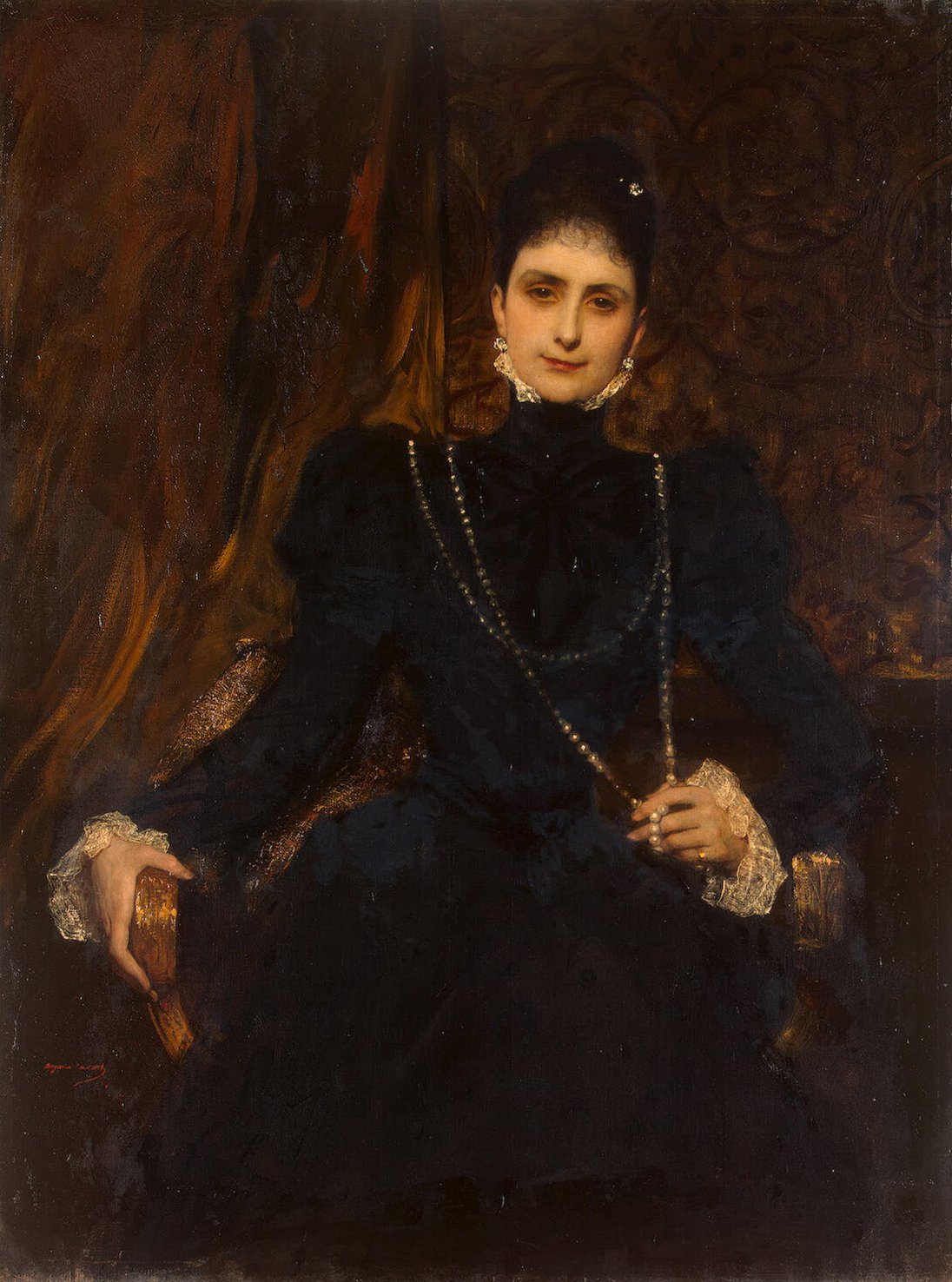
Madame M.S. Derviz
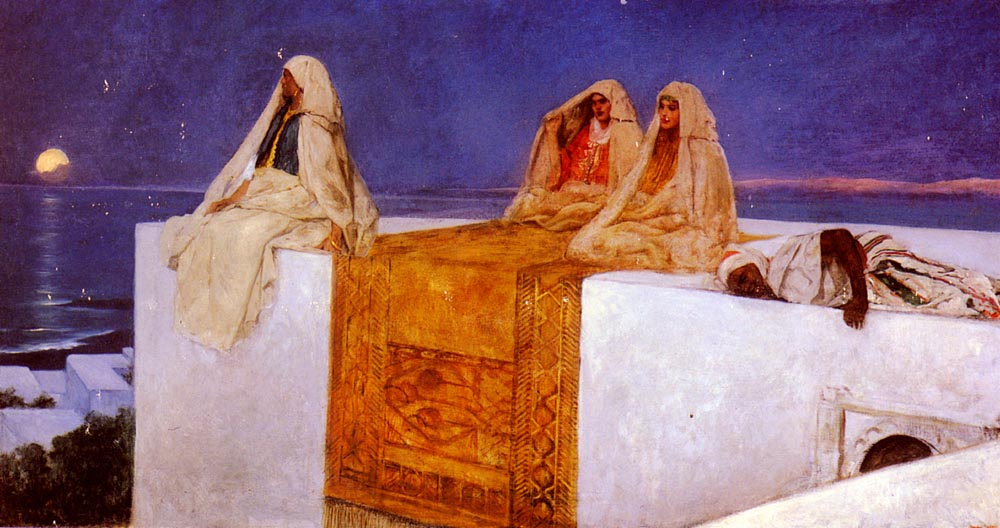
Notti arabe
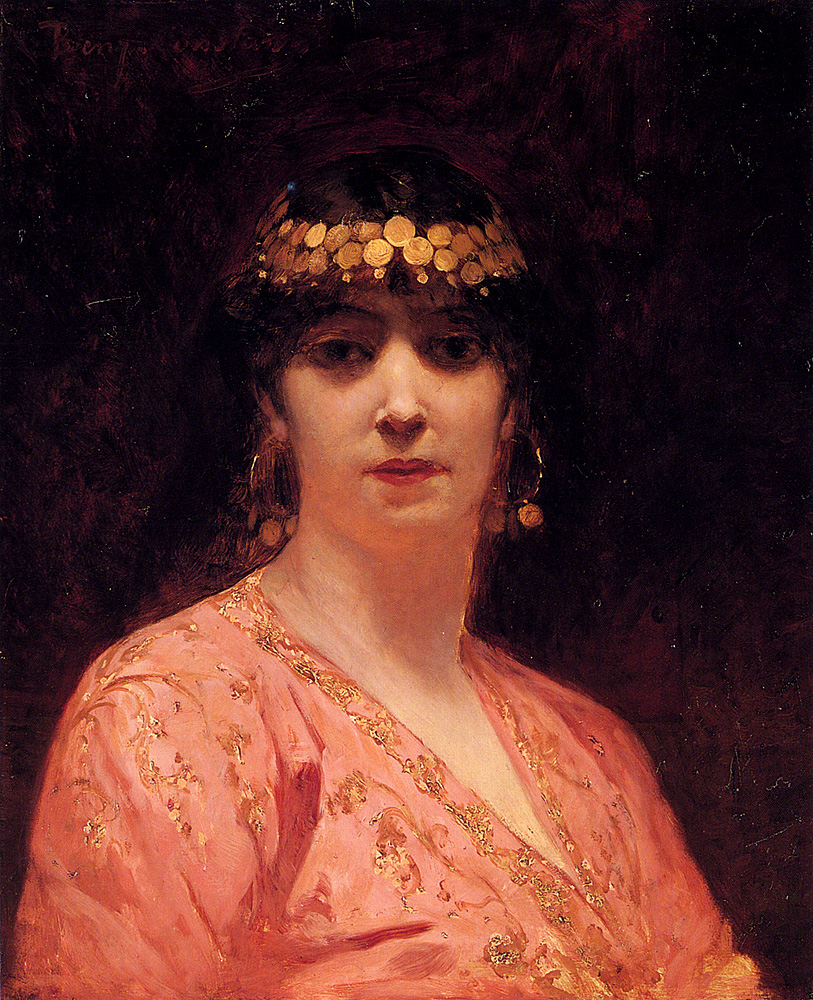
Donna araba
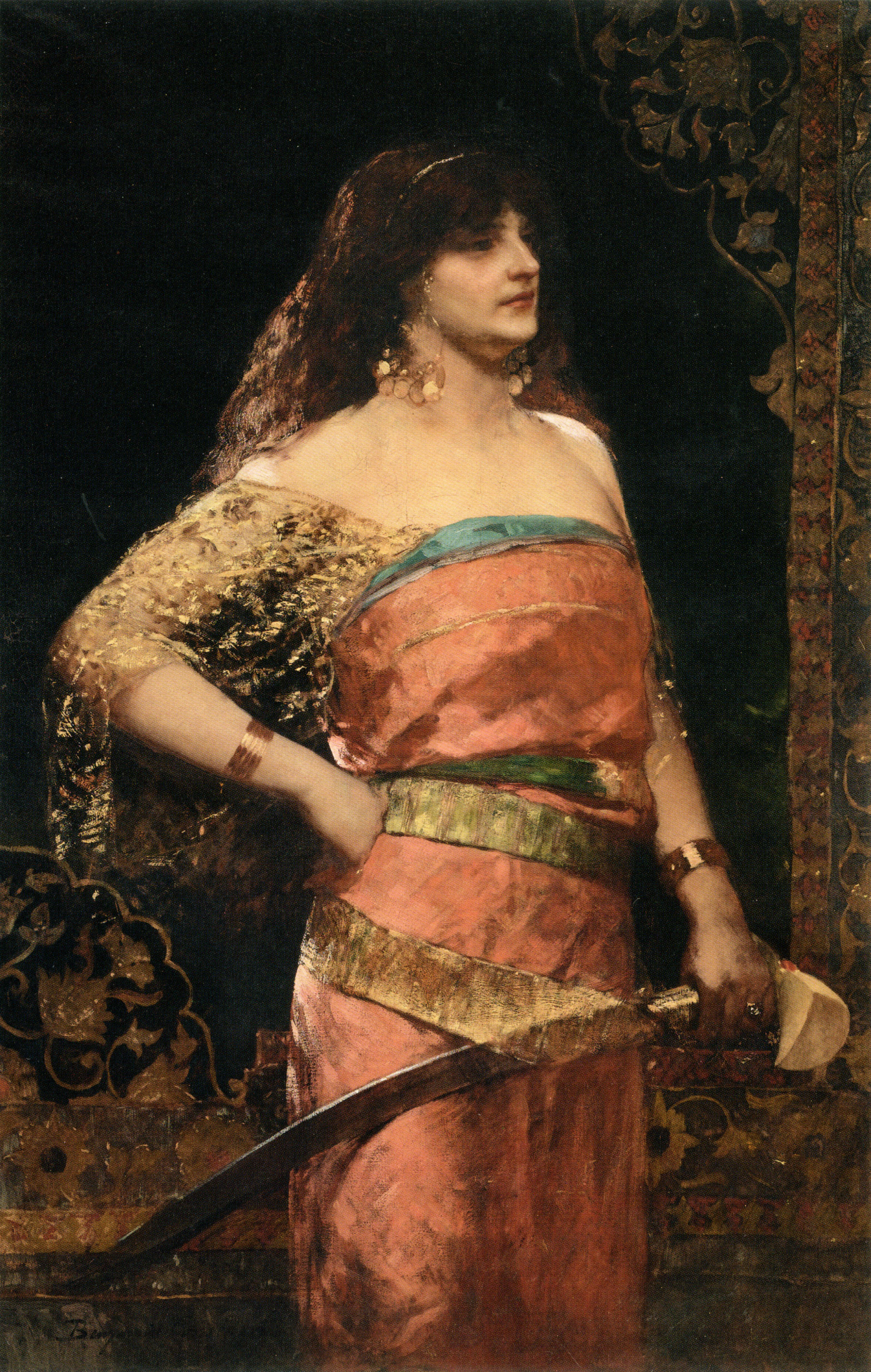
Judith
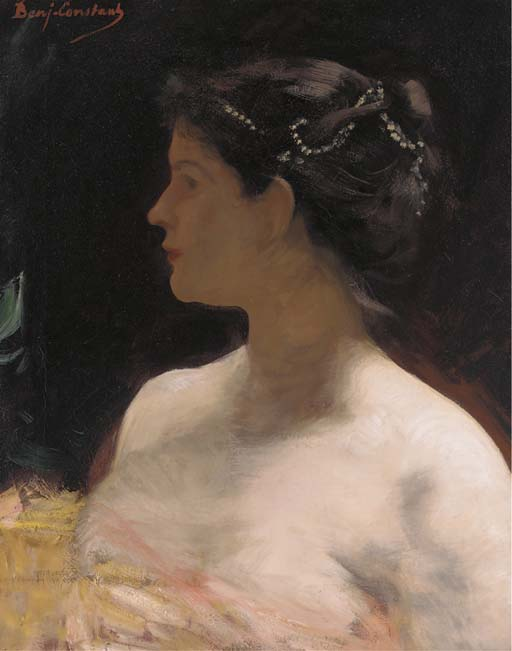
All'Opera